# Santiago Brouard
Santiago Brouard Pérez (Lequeitio, Vizcaya, 19 de abril de 1919 - Bilbao, 20 de noviembre de 1984) fue un médico y político español, de ideología nacionalista vasca y socialista. Fue médico pediatra, dirigente de la coalición Herri Batasuna, presidente del partido HASI y teniente de alcalde de Bilbao. Era el portavoz de la coalición en el Parlamento Vasco al fallecer, siendo el primer miembro de dicha cámara asesinado en el ejercicio de su cargo. Fue víctima del terrorismo de Estado al haber sido asesinado por los GAL, dependientes del Ministerio del Interior del gobierno de España.

## Biografía
Estudió Medicina en la Universidad de Valladolid, según confesaría después, por influencia del fallecimiento repentino en poco tiempo de dos de sus hermanas. Una vez terminó la carrera, regresó a Bilbao para realizar la especialización en pediatría en el Hospital de Basurto. Rondando los cuarenta años contrajo matrimonio con Teresa Aldamiz, una poetisa filipina de ascendencia vasca, con la que tendría tres hijos. En este momento se empieza a acercar al nacionalismo vasco, participando en la fundación de las primeras ikastolas (escuelas donde se imparte docencia en euskera) de Vizcaya. 
Huyó a Francia en 1974, tras ser perseguido por atender a un militante de ETA herido de bala por la policía. En el País Vasco francés entró en contacto con históricos de ETA como Argala, con el que, en las postrimerías de la dictadura franquista, participó en la elaboración de la Alternativa KAS, la cual era un programa de mínimos al que se adhirieron diferentes organizaciones de la izquierda nacionalista vasca de aquel entonces, entre ellas la organización armada ETA político-militar, los partidos políticos LAIA y EHAS y los sindicatos LAK y LAB.
A su vuelta del exilio, Santi Brouard siguió implicado en la política a la vez que atendía su consulta de pediatría en Bilbao. Fue uno de los fundadores de Euskal Herriko Alderdi Sozialista (EHAS) que, posteriormente, pasó a denominarse Herri Alderdi Sozialista Iraultzailea (HASI) en 1977, tras la convergencia con Eusko Sozialistak. En el Congreso fundacional de HASI de 1978 fue nombrado presidente del partido, cargo que mantuvo toda su vida. La mayor parte de la dirección original de HASI abandonaría el partido para integrarse en Euskadiko Ezkerra (EE).
Brouard también fue dirigente de Herri Batasuna (HB) y formó parte de su Mesa Nacional hasta su asesinato. Fue candidato por HB para la alcaldía del Ayuntamiento de Bilbao en las elecciones municipales de 1979, las primeras tras la dictadura franquista, y ejerció el cargo de teniente de alcalde durante una legislatura (1979-1983). En las elecciones forales de 1983 fue elegido apoderado en las Juntas Generales de Vizcaya. Ese año fue encarcelado por los sucesos de la Casa de Juntas de Guernica, en que un grupo de diputados de Herri Batasuna cantó el «Eusko gudariak» (himno al soldado vasco) durante la visita del rey Juan Carlos I. En las elecciones de 1984 fue elegido parlamentario autonómico por Vizcaya.

## Asesinato

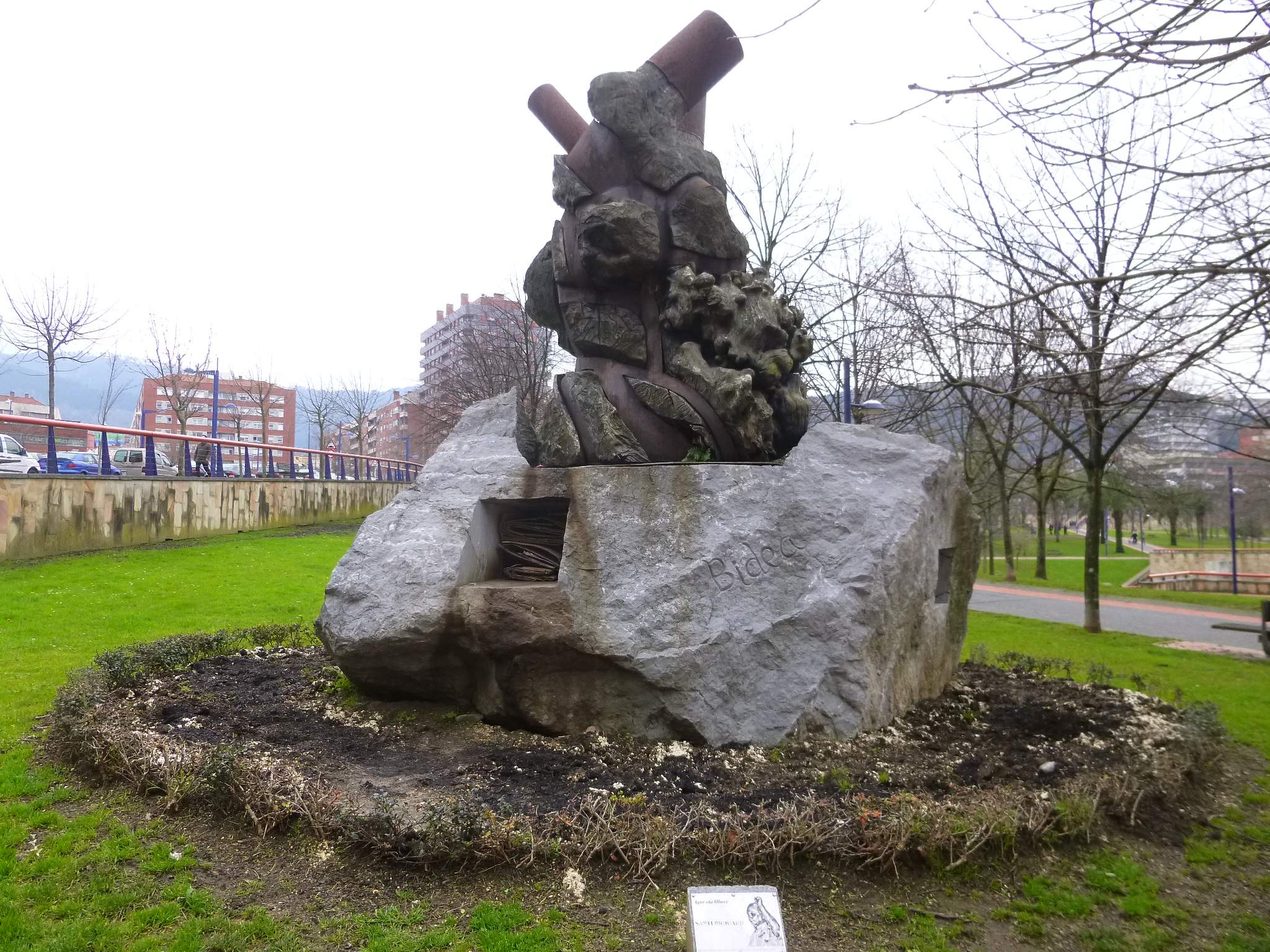
Monumento a Santiago Brouard, en el Parque de Ametzola de Bilbao.

El 20 de noviembre de 1984 fue asesinado en su consulta de pediatría. Los autores materiales del crimen fueron Luis Morcillo y Rafael López Ocaña, sicarios contratados por los Grupos Antiterroristas de Liberación (GAL). Según el testimonio de López Ocaña, éste cobró tres millones de pesetas de manos de Morcillo por el asesinato, que a su vez los habría recibido de Rafael Masa, por aquel entonces comandante de la Guardia Civil. Según Ocaña, el dinero provenía de Julián Sancristóbal, que en aquella época era el director general de Seguridad del Estado.
La investigación fue larga y procelosa. En mayo de 1993, una sentencia ratificada por el Tribunal Supremo condenó a 33 años de cárcel a Rafael López Ocaña, por ser uno de los autores materiales del asesinato, y a ocho años a Juan José Rodríguez Díaz, alias El Francés, por tenencia ilícta de armas al establecerse probado que este las suministró; sin embargo, López Ocaña solo cumplió doce años de prisión. Una nueva sentencia en junio de 2003, aunque admitía el móvil político del crimen y la implicación de terceras personas, absolvió del asesinato a José Amedo, Rafael Masa y Luis Morcillo por falta de pruebas. En abril de 2013, Luis Morcillo se declaraba coautor del asesinato en una entrevista concedida al periódico El Mundo.

## Homenajes póstumos

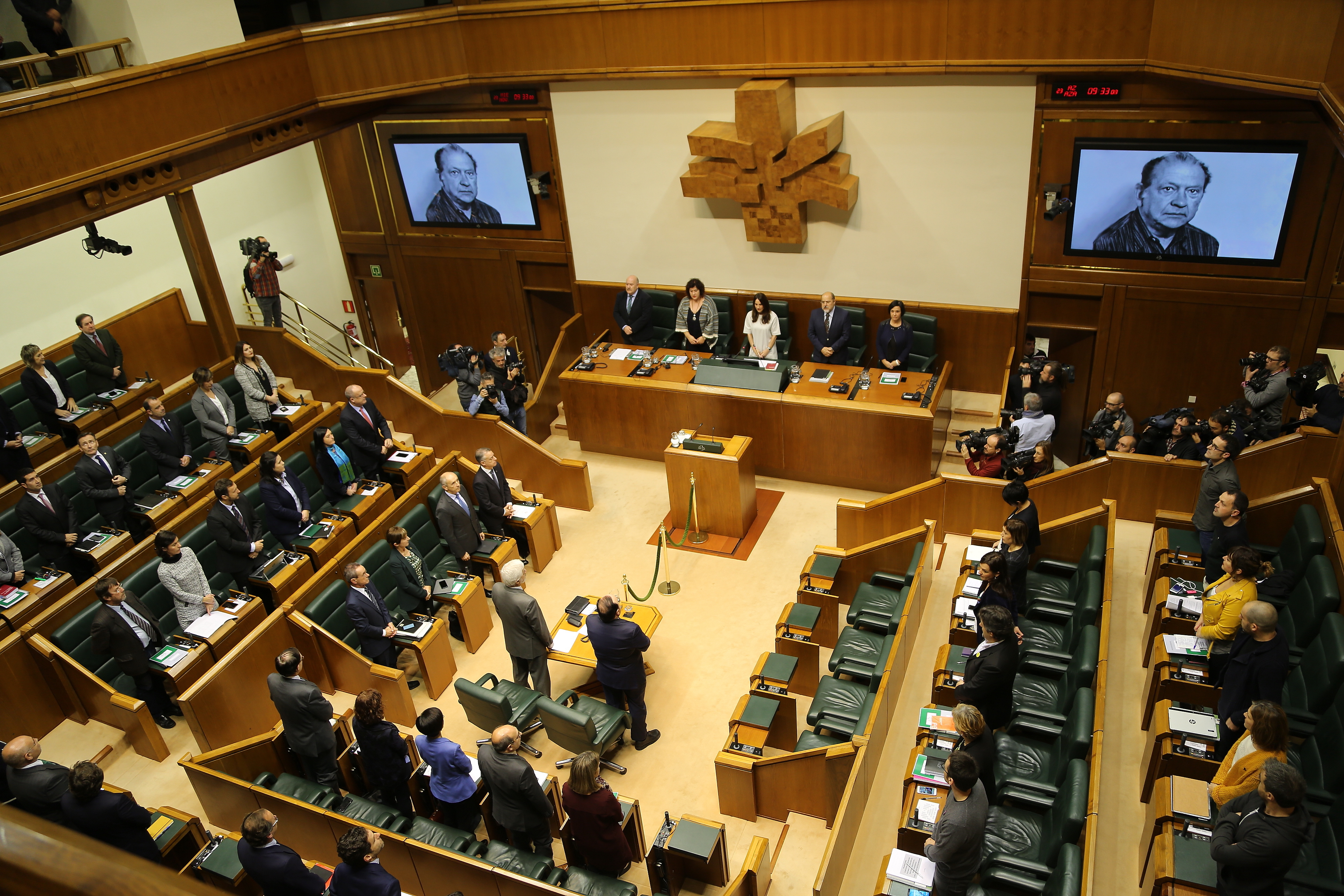
Recuerdo a Santiago Brouard en noviembre de 2016 en la sede del Parlamento Vasco.

En noviembre de 2014 se colocó una placa conmemorativa en el Parlamento Vasco en homenaje a Santiago Brouard, junto con las de los parlamentarios Enrique Casas, asesinado por los CAA, Gregorio Ordóñez y Fernando Buesa, ambos asesinados por ETA. También el Ayuntamiento de Bilbao le rindió un homenaje unitario, en el que el alcalde Ibon Areso le entregó a Edurne Brouard la medalla de Bilbao que suele entregarse a los concejales cuando abandonan la corporación.